# Какістократія
Какістократія (англ. kakistocracy від дав.-гр. κάκιστος «найгірший») — система управління, яка перебуває під орудою найгірших – найменш кваліфікованих або найаморальніших членів суспільства.
Термін з'явився ще в XVII столітті. Він також вживається англійським автором Томасом Лавом Пікоком в 1829 році, і в перші десятиліття XXI віку широко використовується для критики популістських правлінь, що з'являються в різних демократіях по всьому світу. З терміном «какістократія» тісно пов'язане поняття меритоциду — цілеспрямоване знищення кращих сил в суспільстві.
У сучасних суспільних процесах формування провладних «еліт» можна помітити кілька синергетично взаємодоповнюючих негативних тенденцій:  симптом негативної селекції;  прояви егоцентричної реакції гіперкомпенсації; «ефект Да́ннінга-Крю́гера» та деякі інші негативні процеси. 

## Етимологія
Слово походить від двох грецьких слів, kakistos (κάκιστος ; найгірше) і кратос (κράτος ; влада), з буквальним значенням правління найгірших людей.

## Історія
Найперше вживання цього слова відноситься до XVII сторіччя, воно зустрічається в проповіді Пола Госнольда від 9 серпня 1644 р. в церкві Св. Марії в Оксфорді.

Тому нам не потрібно соромитися молитися проти таких: проти тих Лицемірних Паліїв, які принесли з небес вогонь, щоб спалити свою Країну, зробивши вигляд, ніби Релігія прийняла і підтримала саме зле повстання; проти тих Неронів, що розірвали утробу матері, яка їх народила, і поранили груди, які смоктали; проти тих канібалів, що харчуються плоттю і спʼянілі кровʼю своїх побратимів; проти тих Катілін, що бачать свої особисті цілі в громадських заворушеннях, які підпалили Царство, щоб спекти собі яйця; проти тих бур в Державі, тих духів заколоту, які не можуть вижити, щоб не приставати і не втручатися; які мучаться постійною сверблячкою змін і нововведень, перетворюючи нашу стару Ієрархію в нову Пресвітерію, а потім і в нову Незалежність; а нашу добру Монархію в божевільний вид Какістократії. Боже Правий!
Оригінальний текст (англ.)
Therefore we need not make any scruple of praying against such: against those Sanctimonious Incendiaries, who have fetched fire from heaven to set their Country in combustion, have pretended Religion to raise and maintaine a most wicked rebellion: against those Nero's, who have ripped up the wombe of the mother that bare them, and wounded the breasts that gave them sucke: against those Cannibal's who feed upon the flesh and are drunke with the bloud of their own brethren: against those Catiline's who seeke their private ends in the publicke disturbance, and have set the Kingdome on fire to rost their owne egges: against those tempests of the State, those restlesse spirits who can no longer live, then be stickling and medling; who are stung with a perpetuall itch of changing and innovating, transforming our old Hierarchy into a new Presbytery, and this againe into a newer Independency; and our well-temperd Monarchy into a mad kinde of Kakistocracy. Good Lord!— Пол Госнольд